# 2041
Rok 2041 (MMXLI) gregoriánského kalendáře začne v úterý 1. ledna a skončí v úterý 31. prosince.

## Předpokládané a naplánované události
- 23. října –⁠⁠⁠⁠⁠⁠ výročí 100 let od uvedení filmu Dumbo
- 22. listopadu –⁠⁠⁠⁠⁠⁠ výročí 50 let od uvedení filmu Kráska a zvíře
- 7. prosince –⁠⁠⁠⁠⁠⁠ výročí 100 let od útoku na Pearl Harbor